# Marchfeldkroaten
Die Marchfeldkroaten waren eine Bevölkerungsgruppe, die seit dem 16. Jahrhundert im Marchfeld in Niederösterreich lebte.
Etwa bis Ende der 1950er Jahre gab es noch einige Kroatisch sprechende Bewohner, heute ist die Bevölkerungsgruppe assimiliert. Nur mehr vermehrtes Auftreten kroatischer Familiennamen zeigt die ehemalige Existenz der kroatischen Bevölkerung in dieser Region. Der Lebensraum der Kroaten war im Marchfeld am stärksten konzentriert, während vereinzelte Ansiedlungen auch über der March bis in die Slowakei und nördlich bis nach Mähren zu finden waren.
Das nördliche Stadttor von Groß-Enzersdorf heißt bis heute Kroatentor.

## Ansiedlung
Die kroatische Bevölkerung, die sich im 16. Jahrhundert im Marchfeld niederließ, war wohl vor 'Türkeneinfällen', d. h. Raubzügen und Verwüstungen durch osmanische Truppen in Folge der Türkenkriege, aus ihrer Heimatregion geflüchtet.
Wann die Ansiedlung in den einzelnen Orten zu datieren ist, ist nicht genau bekannt. Sie dürften über mehrere Jahrzehnte verteilt und nur in kleinen Gruppen zugewandert sein. Der Ursprung der Kroaten, die sich hier niedergelassen haben, soll beim kroatisch-bosnischen Grenzfluss Una liegen, in Orten wie Velika Kladuša aber auch Slunj. In dem ältesten vorhandenen Dokument aus 1524 ist die Erlaubnis für kroatische Siedler, sich im heutigen Niederösterreich niederzulassen, festgeschrieben.
Da die kroatischen Siedler in ihrer Heimat vorwiegend Landwirte waren, besiedelten sie auch hier wieder das Land (vornehmlich u. a. durch die Türkenkriege verödete Höfe) und vermieden Städte, wie Bruck, Marchegg oder Hainburg an der Donau. Neben den Kroaten siedelten sich auch Oberösterreicher, Süddeutsche und sogar Niederländer an.
Während im Burgenland die Kroaten meist leerstehende Dörfer besiedelten, ließen sie sich hier in bereits bestehenden Orten nieder und bildeten jeweils eine kleinere oder größere Minderheit. Dadurch ist auch die Assimilierung der Bevölkerung wesentlich schneller abgelaufen. Es wurden auch keine neuen kroatischen Ortsnamen gebildet, sondern nur die deutschen in ihrer Dialektform der kroatischen Sprache angepasst, wie Bratisej für Breitensee oder Praštiena für Breitstetten,. Deutsch-Wagram erhielt um 1560 den Zusatz Deutsch zur Unterscheidung vom nahe gelegenen Kroatisch-Wagram.
Auch die Mehrheitsverhältnisse in den einzelnen Orten entwickelten sich verschieden. Während in Wittau schon 1550 die ersten Kroaten erwähnt wurden, erlosch diese Minderheit bald wieder. In Eckartsau schienen 1605 noch keine Kroaten auf, sie hatten aber bereits 1666 die Mehrheit.
Es ist nicht klar, ob diese Entwicklung mit der verschiedenen Geburtenrate oder auf verschiedene Wanderungswellen zurückzuführen ist. Auch ein Ortswechsel von einem Ort zum anderen ist nicht auszuschließen. Es dürften auch Kroaten wieder zurück in ihre alte Heimat gezogen sein, sodass ganze Ortschaften auch wieder erloschen, wie Helma bei Deutsch-Wagram, das bereits 1558 nicht mehr existierte.
Der Einfluss der Kroaten wurde im Marchfeld eine Zeitlang so stark, dass sogar Kinder in deutschsprachigen Familien mit kroatischen Vornamen benannt wurden. Ein ähnlicher Einfluss war auch auf der slowakischen Seite der March von dortigen kroatischen Siedlungen spürbar.

## Assimilation
Durch das Anwachsen der kroatischen Minderheit regte sich bereits im 16. Jahrhundert Widerstand unter den niederösterreichischen Ständen. So gab es Bestrebungen, den Kroaten den Zugang zu den Richterämtern und anderen Funktionen zu verwehren.
Unter Joseph II. sollen die Kroaten gezwungen worden sein, Deutsch zu sprechen. In seine Regierungszeit fällt die vermehrte Gründung deutscher Volksschulen, sodass auch von dieser Seite der Assimilierungsdruck sehr hoch war. Ein weiterer Grund für die verstärkte Assimilation im 18. Jahrhundert war wohl der Einfluss deutschsprachiger Pfarrer.
Die Kroaten konnten ihre Identität im Marchfeld, die sich insbesondere durch die kroatische Sprache ausdrückte, jedoch teils bis in die zweite Hälfte des 19. Jahrhunderts behalten. In den folgenden 50 Jahren verschwand die Volksgruppe aber fast vollständig. Nachforschungen ergaben bis etwa 1850 eine größere Zahl von Kroaten. Für das Jahr 1844 werden von Alois Vojtěch Šembera 6.171 in 25 Siedlungen genannt, für 1847 werden von Georg Gyurikovits 5.000 Kroaten für das ganze Kronland angenommen, zehn Jahre später sollen es laut Czoernig etwa 6.460 gewesen sein. Im Buch von Georg Gyurikovits berichtet dieser, dass er im Jahr 1847 keine kroatischsprachigen Bewohner mehr vorfand, gegenüber dem Zustand 50 Jahre früher.
Aus diesem Grund sprachen die Kroaten später beide Sprachen, obwohl die Dörfer Zwerndorf, Breitensee und Loimersdorf rein kroatisch waren. Auch Markthof war eine kroatische Mehrheitsgemeinde. Slavko Horvat sprach 1878 davon, dass nur mehr in Engelhartstetten und Loimersdorf Kroaten lebten. Kroatisch-Wagram (Chrowat Ogrun) wurde 1892 in Wagram an der Donau umbenannt und ist heute eine Katastralgemeinde von Eckartsau.

## Ehemalige kroatische Orte
Folgende Orte werden von der Wissenschaft als Orte mit einem ehemals kroatischsprechenden Bevölkerungsteil angegeben:
- Andlersdorf
- Breitensee (Gemeinde Marchegg)
- Eckartsau
- Engelhartstetten
- Fuchsenbigl
- Haringsee
- Loimersdorf
- Mannsdorf an der Donau
- Orth an der Donau
- Pframa
- Straudorf
- Wagram an der Donau
- Zwerndorf